# E462号線
E462号線(E462ごうせん、英: European route E462) はチェコのブルノから、ポーランドのクラクフを結ぶ、欧州自動車道路のBクラス幹線道路。

## 経路
- チェコ
  - E60号線、E65号線、E461号線 – ブルノ
  - E442号線 – オロモウツ
  - E75号線 – チェスキー・チェシーン
  - E70号線 – カトヴィツェ
- ポーランド
  - E40号線、E77号線 – クラクフ